# Богослово (Щёлковский район)
Богосло́во — Село в Щёлковском районе Московской области на правом берегу реки Лашутки, правого притока Вори. Относится к сельскому поселению Гребневское.
Расположено на расстоянии 40 км на северо-северо-восток Москвы (по прямой, от центра). Проезд от Москвы на автомобиле — по Щёлковскому шоссе А103, затем в сторону центра Щёлково и, далее, по Фряновскому шоссе Р110 и, от Фрязино, по автодороге Фрязино — Богослово.
Близ Богослово находятся деревни Костюнино, Корякино и Сабурово. Ближайшие к деревне: город Фрязино (8 км), станция электрички — Фрязино-Товарная, автотрасса — Фряновское шоссе.
В деревне 7 улиц: Покровская, Липовая, Полевая, Промышленный проезд, Радужная, Солнечная и Хомутовская и ГСК «Богослово», к ней приписано 2 садоводческих товарищества (СНТ).
До деревни ходит от Фрязино автобус 54 маршрута.

## Население
| 1852 | 1859 | 1869 | 1886 | 1899 | 1926 | 2002 |
| ---- | ---- | ---- | ---- | ---- | ---- | ---- |
| 480  | ↘411 | ↘314 | ↗411 | ↘166 | ↗267 | ↗709 |
| 2006 | 2010 |      |      |      |      |      |
| ↘685 | ↘614 |      |      |      |      |      |

## История села
В древности называлось село Фомино. Через село и расположенный около села мост через Лашутку проходил оживлённый Хомутовский тракт. Первое известное упоминание о Богослово (Фомино) имеется в писцовых книгах Московского уезда 1584—1586 годов:
В стане Воря и Корзенев ... за Федором да за Иваном да за Григорием Окинфовыми за Петровым село Фомино на речке на Лошутке, а в нем церковь Ивана Богослова, древяна, клетцки без пения, пашни лесом поросли серой земли 43 четьи в поле а в дву потомуж да сена 20 коп да лесу дровяного 30 десятин...
В середине XIX века село Богослово относилось ко 2-му стану Богородского уезда Московской губернии и принадлежало статскому советнику Егору Николаевичу Килдюшевскому. В селе было 32 двора, церковь, крестьян 236 душ мужского пола и 244 души женского.
В «Списке населённых мест» 1862 года — владельческое село 2-го стана Богородского уезда Московской губернии на Хомутовском тракте, в 36 верстах от уездного города и 12 верстах от становой квартиры, при реке Лишутке, с 55 дворами, 411 жителями (189 мужчин, 222 женщины) и церковью.
По данным на 1869 год — село Гребневской волости 3-го стана Богородского уезда с 65 дворами, 81 деревянным домом и 314 жителями (143 мужчины, 171 женщина), из которых 37 грамотных мужчин и 5 женщин. В селе работали запасный хлебный магазин, 2 лавки, питейный дом, постоялый двор и бумаготкацкая фабрика. Количество земли составляло 517 десятин и 10 саженей, в том числе 115 десятин и 1200 саженей пахотной. Имелось 34 лошади, 39 единиц рогатого и 77 единиц мелкого скота.
В 1886 году — 54 двора, 411 жителей, церковь, школа, 2 лавки и 2 бумаготкацкие фабрики.
В 1913 году — 56 дворов и земское училище.
По материалам Всесоюзной переписи населения 1926 года — центр Богословского сельсовета Щёлковской волости Московского уезда в 6 км от Стромынского шоссе и 16 км от станции Щёлково Северной железной дороги, проживало 267 жителей (134 мужчины, 133 женщины), насчитывалось 55 хозяйств (52 крестьянских), имелась школа 1-й ступени.
В 1970-х годах построен городок колхоза им. Ленина, переведенного из Чижово. Колхоз акционирован в 1993 году.
В 1994—2006 годах относилось к Гребневскому сельскому округу.

## Церковь Казанской Божией Матери
В селе имеется церковь Казанской Божией Матери и приход Русской православной церкви, относящяяся к Щёлковскому благочинническому округу Московской епархии. Каменная церковь на месте деревянной была построена в 1801 году на средства Параскевы Феодоровны Осафьевой, урожденной Лопухиной.
В 1938 году церковь была закрыта, в 1940 году было принято решение о её ликвидации, разборки ограды, передачи деревянного иконостаса на утилизацию для смывки позолоты. Церковь была передана Военстрою.
В начале 1990-х годов на церкви начались восстановительные работы и в 1993 году возобновились службы.